# Шилов, Вадим Александрович
Вадим Александрович Ши́лов (род. 15 марта 2008, Белгород) — российский футболист, нападающий клуба «Зенит».

## Биография
Вадим Шилов родился 15 марта 2008 года в Белгороде, футболом начал заниматься в местном «Салюте». В 12 лет переехал в Санкт-Петербург, перейдя в академию «Зенита».
12 августа 2025 года в домашнем матче Пути РПЛ Кубка России против «Рубина» дебютировал за «Зенит», выйдя на замену во втором тайме. Шилов отличился забитым голом и заработал пенальти, реализованный Матео Кассьеррой, а матч завершился победой петербургского клуба со счётом 3:0.